# Donald Maclean (Politiker)

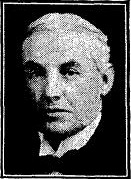

Sir Donald Maclean, KBE, PC (* 9. Januar 1864 in Farnworth, Bolton, Lancashire; † 15. Juni 1932 in London) war ein britischer Politiker der Liberal Party, der unter anderem zwischen 1906 und 1922 sowie erneut von 1929 bis zu seinem Tode 1932 Abgeordneter des Unterhauses (House of Commons) war. Er war außerdem von 1931 bis zu seinem Tode 1932 Bildungsminister.

## Leben

### Solicitor, Unterhausabgeordneter und Richter
Donald Maclean war der älteste Sohn des von Tiree, einer Insel der Inneren Hebriden, stammenden Schuhmachers John Maclean und dessen Ehefrau Agnes Macmillan. Sein ein Jahr jüngerer Bruder Sir Ewen Maclean war der erste Professor für Geburtshilfe und Gynäkologie an der Welsh National School of Medicine. Er selbst absolvierte ein Studium der Rechtswissenschaften und war nach seiner anwaltlichen Zulassung bei der Anwaltskammer (Inns of Court) von Lincoln’s Inn als Solicitor tätig.
Bei der Unterhauswahl vom 12. Januar 1906 wurde Maclean für die Liberal Party erstmals Abgeordneter des Unterhauses (House of Commons) und vertrat dot zunächst bis zu seiner Wahlniederlage bei der Wahl vom 15. Januar 1910 den Wahlkreis Bath. Bei der darauf folgenden Wahl am 3. Dezember 1910 wurde er wieder zum Abgeordneten des Unterhauses gewählt und vertrat dort zunächst bis zum 14. Dezember 1918 den Wahlkreis Peeblesshire and Selkirkshire. Während dieser Zeit war er zwischen 1911 und 1912 stellvertretender Vorsitzender des einflussreichen Ausschusses für Wege und Mittel (Committee of Ways and Means), der für die Bereitstellung von Einnahmen zur Deckung des nationalen Ausgabenbedarfs und zur Verwirklichung der Ziele der Wirtschaftspolitik zuständig ist, die durch die Besteuerung bereitgestellt werden. Am 4. Januar 1916 wurde er Mitglied des Geheimen Kronrates (Privy Council). Darüber hinaus wurde er für seine Verdienste als Vorsitzender und Mitglied des Berufungsgerichts von London (Appeal Tribunal for the County and City of London) am 4. Juni 1917 zum Knight Commander des Order of the British Empire (KBE), so dass er fortan den Namenszusatz „Sir“ trug.

### Oppositionsführer, Vorsitzender der Liberal Party und Bildungsminister
Bei der Unterhauswahl am 14. Dezember 1918, der ersten Wahl nach dem Ersten Weltkrieg, wurde Sir Donald MacLean wieder zum Mitglied des House of Commons gewählt und vertrat dort bis zu seiner Niederlage bei der Wahl vom 15. November 1922 den Wahlkreis Peebles and Southern. Während dieser Zeit war er zwischen Februar 1919 und Januar 1919 für H. H. Asquith kommissarischer Vorsitzender der Fraktion der Liberal Party und damit zugleich kommissarischer Oppositionsführer (Acting Leader of the Opposition) im Unterhaus. 1920 verlieh ihm die University of Canterbury einen Ehren-Doktor der Rechte (Hon. LLD). 1921 löste er William Robertson als Vorsitzender der Scottish Liberal Party ab und verblieb in dieser Funktion bis 1925, woraufhin Sir John Anthony seine Nachfolge antrat.
Nach seinem Ausscheiden aus dem Unterhaus war Maclean wieder als Solicitor tätig. 1923 wurde er Nachfolger von John M. Robertson als Präsident der Liberalen Partei und bekleidete diese Funktion bis zu seiner Ablösung durch John Alfred Spender 1926. Er war außerdem zeitweise Friedensrichter (Justice of the Peace) der schottischen Grafschaft Peeblesshire sowie der englischen Grafschaft Middlesex. Bei der Unterhauswahl am 30. Mai 1929 wurde er wieder zum Abgeordneten in das Unterhaus gewählt und vertrat nach seiner Wiederwahl bei der 27. Oktober 1931 nunmehr bis zu seinem Tode am 15. Juni 1932 den Wahlkreis Cornwall Northern. Bei der Nachwahl (By-election) am 22. Juli 1932 übernahm Francis Dyke Acland das durch seinen Tod neu zu besetzende Mandat im Unterhaus.
Am 5. Oktober 1931 übernahm Sir Donald Maclean im vierten Kabinett MacDonald, der sogenannten „zweiten Nationalen Regierung“, das Amt des Bildungsministers (President of Board of Education). Er behielt dieses Ministeramt bis zu seinem Tode am 15. Juni 1932, woraufhin Edward Wood, 1. Baron Irwin seine Nachfolge antrat. Aus seiner 1907 geschlossenen Ehe mit Gwendolen Margaret Devitt, deren Vater Andrew Devitt ebenfalls Friedensrichter war, gingen vier Kinder hervor.